# Nastus schmutzii
Nastus schmutzii är en gräsart som beskrevs av Soejatmi Dransfield. Nastus schmutzii ingår i släktet Nastus och familjen gräs. Inga underarter finns listade i Catalogue of Life.